# Пардубице (аэропорт)
Пардубице (чеш. Letiště Pardubice) — военный аэропорт, принимающий международные пассажирские рейсы. Находится в городе Пардубице, Чехия.

## Пассажиропоток
Официально аэропорт начал принимать пассажиров 18 мая 1995 года.
Аэропорт используется для чартерных рейсов в южную Европу в летний сезон, перевозки российских туристов в Чехию и грузовых рейсов.
На 2013 год пришелся пик загрузки аэропорта, при этом он принял более 184 тысяч пассажиров.
Пассажирооборот по годам:
| Год                  | 2011 | 2012 | 2013 | 2014 | 2015 | 2016 | 2017 | 2018 | 2019 | 2020 |
| -------------------- | ---- | ---- | ---- | ---- | ---- | ---- | ---- | ---- | ---- | ---- |
| Пассажиров, тыс чел. | 65   | 125  | 184  | 150  | 59   | 31   | 88   | 148  | 102  | 34   |
| Изменение, %         | ▬    | ▲92  | ▲47  | ▼18  | ▼60  | ▼47  | ▲183 | ▲67  | ▼31  | ▼67  |